# Bohdan Kelles-Krauze
Bohdan Konrad Eligard Kelles-Krauze (ur. 2 stycznia 1885 w Rakowiczach pow. lidzki, zm. 25 września 1945 w Lublinie) – polski architekt i malarz.

## Życiorys
Syn barona Michała Piotra Kellesa-Krauzego (1856–1928), i Weroniki z Makarewiczów (1959–1903). Miał pięcioro rodzeństwa: braci, Jana, Michała i Adama oraz dwie siostry, Zofię i Annę. Pierwsze nauki pobierał u prywatnych guwernerów. W 1894 roku rozpoczął naukę w Drugim Gimnazjum w Kijowie. Świadectwo dojrzałości z nagrodą I stopnia i złotym medalem za osiągnięcia otrzymał w 1903 roku. Od 1894 przebywał w Kijowie, gdzie uczył się w gimnazjum, za wybitne osiągnięcia otrzymał nagrodę I stopnia i złoty medal. Po otrzymaniu świadectwa dojrzałości w 1903 wyjechał w podróż do Włoch, a następnie powrócił do Kijowa, gdzie studiował na Fizyczno-Matematycznym Uniwersytetu św. Włodzimierza. Po sześciu miesiącach przerwał naukę i przeniósł się do Petersburga, gdzie studiował w Instytucie Inżynierów Cywilnych. Po ukończeniu drugiego roku studiów wyjechał do Lwowa, aby kontynuować naukę na Wydziale Budownictwa Lądowego tamtejszej szkoły politechnicznej. Dyplom ukończenia otrzymał w 1910, a następnie wyjechał do Niemiec, aby uzupełnić wiedzę w monachijskim Technische Hochschule, a następnie Królewskiej Akademii Sztuk Pięknych. Równocześnie pobierał lekcje malarstwa u Juliusa Extera, który był należał do Secesji Monachijskiej.
W 1911 powrócił do Lwowa i rozpoczął pracę w biurze architektonicznym Karola Richtmana-Rudniewskiego i Stanisława Ulejskiego, gdzie pełnił funkcję kierownika budowy i projektanta. Po roku wyjechał do Paryża, gdzie uczył się technik malarskich i Williama Juliana Lapparra, uczestniczył również w spotkaniach Towarzystwa Artystów Polskich. W sierpniu 1914 przebywał w Zakopanem, gdzie poznał Janinę Marię Bocheńską, która w 1917 została jego żoną. Podczas I wojny światowej przebywał rok w Wiedniu, a następnie przez cztery lata w Nisku pracując w biurze Zarządzie dróg Krajowych w Gospodarczej Odbudowie Galicji jako inżynier architekt. Od 1919 mieszkał w Krakowie, gdzie początkowo był referentem w Dyrekcji Państwowych Zakładów Przemysłowych, a później w oddziale Ministerstwa Przemysłu i Handlu. W 1921 otrzymał stanowisko architekta powiatowego w lubelskiej Okręgowej Dyrekcji Robót Publicznych. Był członkiem Stowarzyszenia Techników Województwa Lubelskiego oraz wiceprezesem Koła Architektów, od 1927 powierzono mu funkcję kierownika oddziału architektoniczno-budowlanego. W 1934 został powołany przez urząd wojewódzki na komisarza egzaminującego i przyznającego stanowiska I kategorii w państwowej służbie technicznej. Po wybuchu II wojny światowej został właścicielem firmy budowlanej, w której zatrudniał i ukrywał ok. dwustu Żydów. Po wyzwoleniu zaangażował się odbudowę miasta oraz w działalność Polsko-Radzieckiej Komisji do Zbadania Zbrodni Niemieckich w obozie na Majdanku.

## Twórczość malarska
Malował od czasów studenckich, wiele jego prac nie jest datowanych. Były to pejzaże, weduty oraz krajobrazy na Ukrainie i Zajmojszczyźnie. Po nauce u Juliusa Extera zaczął stosować ekspresjonistyczną paletę barw. Pobyt w Paryżu i nauka u Willama Lapparra sprawiły, że zainteresował się tworzeniem martwych natur, które przedstawiono w 1914 w Salonie Niezależnych. Stosował technikę olejną, akwarelę i gwasz.

## Dorobek architektoniczny (wybrane)
- 1921
  - projekt przebudowy szpitala w Bełżycach;
  - projekt kościoła św. Józefa i św. Jana Chrzciciela w Leszkowicach;
  - projekt przebudowy pałacu Grodzickich na kościół Matki Boskiej Częstochowskiej w Ostrówku;
  - projekt domów mieszkalnych we wsi Piaski.
- 1922
  - projekt łaźni miejskiej przy ul. Bronowickiej 2 w Lublinie;
  - projekt remizy straży pożarnej w Chodlu, obecnie nieczynne kino „Wrzos”.
- 1923
  - projekt szkoły powszechnej w Bychawie, obecnie Zespół Szkół im. ks. A. Kwiatkowskiego (współautor Jerzy Siennicki);
  - projekt rozbudowy tzw. Czerwonej Karczmy i jej adaptacji na fabrykę gwoździ i drutu „Tatary” Kazimierza Grafa przy ul. Turystycznej 2 w Lublinie;
  - projekt przebudowy Poczty Głównej w Lublinie przy ul. Krakowskie Przedmieście 50 (współautor Jerzy Siennicki).
- 1924
  - projekt willi przy ul. Ogrodowej 4 w Lublinie dla Alojzego Kuczyńskiego, zajmowana obecnie przez Dom Opieki Zgromadzenia Sióstr Albertynek Posługujących Ubogim.
- 1925
  - projekt przebudowy pałacu w Jakubowicach Murowanych;
  - projekt rozbudowy gmachu Gimnazjum ss. Urszulanek przy ul. Narutowicza 10 w Lublinie;
  - projekt rozbudowy gmachu Gimnazjum im. Jana Zamoyskiego przy ul. Ogrodowej 16 w Lublinie;
- 1926
  - projekt szkoły powszechnej w Głusku, obecnie lubelskie przedszkole nr 83;
  - projekt odbudowy po pożarze szkoły powszechnej w Kijanach, obecnie Zespół Szkół Rolniczych;
  - projekt willi Gioia w Nałęczowie, obecnie mieści się tam siedziba firmy Lubgen Farma (współautor Franciszek Papiewski);
  - projekt pałacu Sonnenbergów w Kijanach.
- 1927
  - projekt nadbudowy domu przy ul. Królewskiej 8 w Lublinie;
- 1928
  - projekt szkoły powszechnej w Sobieszczanach, obecnie Szkoła Podstawowa im. Jana Pawła II;
  - projekt domu przy ul. Głowackiego 11 w Lublinie;
  - projekt domu własnego przy ul. Grottgera 8 w Lublinie;
  - projekt Urzędu Pocztowego nr 2 w Lublinie (współautor Jerzy Siennicki).
  - projekt szkoły powszechnej w Kiełczewicach Dolnych obecnie Publiczna Szkoła Podstawowa im. Marszałka Józefa Piłsudskiego;
  - projekt szkoły powszechnej w Ostrowie, obecnie Szkoła Podstawowa im. Wacława Rafalskiego;
  - projekt Domu Strażackiego przy ul. Strażackiej 7 w Lublinie, obecnie Komenda Wojewódzka Państwowej Straży Pożarnej.
- 1929
  - projekt szkoły powszechnej w Bystrzejowicach, obecnie Zespół Szkół im. Heleny Babisz;
  - projekt szkoły powszechnej w Mełgwi, obecnie Zespół Szkół (identyczny projekt zrealizowany w Motyczu);
  - projekt kościoła pw. Najświętszego Serca Pana Jezusa w Kłodnicy Dolnej, obecnie nieużytkowanego;
  - projekt szkoły powszechnej w Motyczu, obecnie Szkoła Podstawowa im. Wincentego Witosa (ten sam projekt zrealizowany w Mełgwi);
  - projekt szkoły powszechnej w Rudniku, Rudnik 27, obecnie budynek mieszkalny;
  - projekt szkoły powszechnej w Rurach Jezuickich, obecnie Szkoła Podstawowa nr 28 im. Synów Pułku Ziemi Lubelskiej;
  - projekt szkoły powszechnej w Jastkowie, obecnie Szkoła Podstawowa im. Tadeusza Kościuszki i Gimnazjum im. Józefa Piłsudskiego;
  - projekt domu Spółdzielni Mieszkaniowej Urzędników Państwowych przy ul. Solnej 5 w Lublinie.
  - projekt domu Spółdzielni Mieszkaniowej Urzędników Państwowych przy ul. Chopina 8 w Lublinie.
- 1930
  - projekt rzeźni w Jastkowie Bychawie;
  - projekt konwiktu księży studentów KUL przy ul. Radziszewskiego 7 w Lublinie.
- 1931
  - projekt domu Spółdzielni Mieszkaniowej „Jedność” przy ul. Chopina 24 w Lublinie.
- 1932
  - projekt szkoły powszechnej w Piaskach, obecnie Zespół Szkół w Piaskach;
  - projekt kościoła pw. św. Stanisława w Starej Wsi.
- 1933
  - projekt kościoła pw. Świętych Apostołów Piotra i Pawła w Olbięcinie.
- 1934
  - projekt szkoły powszechnej w Dzierzkowicach, obecnie Zespół Placówek Oświatowych im. Batalionów Chłopskich w Terpentynie;
  - projekty domów oficerskich dla Oficerskiej Spółdzielni Mieszkaniowej w Lublinie, m.in. przy ul. Leopolda Lisa-Kuli 10, 12, 13, 14, 16 (obecnie Stanisława Dubois), Józefa Poniatowskiego 6, 8, 10, 12, Weteranów 22, 24.
- 1935
  - projekt odbudowy dworu w Rakowiczach (obecnie nie istnieje).
- 1936
  - projekt domu przy ul. Głowackiego 20 w Lublinie (projekt z 1936 i projekt częściowej nadbudowy ok. 1939).
- 1938
  - projekt szkoły powszechnej w Kraśniku, obecnie Zespół Placówek Oświatowych nr 2.